# Dalechampia caperonioides
Dalechampia caperonioides är en törelväxtart som beskrevs av Henri Ernest Baillon. Dalechampia caperonioides ingår i släktet Dalechampia och familjen törelväxter. Inga underarter finns listade i Catalogue of Life.